# Victor Weidenhayn
Victor Per Samuel Weidenhayn, född 1821, död 1866, var en svensk kammarskrivare, tecknare och xylograf.
Han var son till lantbrukaren Peter (Pehr) Weidenhayn och Catharina Charlotta Holmberg och från 1850 gift med Carolina Lundgren. Weidenhayn studerade i sin ungdom vid Konstakademien i Stockholm men gick efter sina studier in vid tullverket. Han blev senare kammarskrivare vid Stockholms packhus. Weidenhayn var hängiven konsten och biträdde sin hustru i dennes arbete som xylograf. Han arbetade även självständig som illustratör och xylograf och medverkade bland annat med träsnitt  i  Svenska arbetaren 1865. 